# Alalà
Alalà (in greco: Ἀλαλά) è una divinità femminile minore della mitologia greca, personificazione del grido di battaglia degli opliti. Il suo nome deriva dal greco Αλαλος, con il significato di "muta".

## Antica Grecia
Figlia di Polemos, Alalà accompagnava in battaglia il dio della guerra Ares: secondo le tradizioni degli Antichi, il grido di battaglia del dio greco consisteva infatti nel suo nome "Alale alala".
I soldati greci lo fecero quindi proprio e presero anch'essi l'abitudine di usarlo durante i combattimenti.
Si crede che l'uso di questa parola sia derivato per onomatopea dall'inquietante gracchiare emesso dai corvi che, all'epoca, sorvolavano a migliaia i campi di battaglia, per cibarsi dei cadaveri insepolti.
Adottata per calco linguistico come grido di guerra nel Medioevo, soprattutto dai Crociati, "Alalà" riaffiorò nei componimenti poetici di Giosuè Carducci e Giovanni Pascoli, sul finire del XIX secolo, per poi riapparire nel XX ne La primavera hitleriana di Eugenio Montale ( "[...] tra un alalà di scherani, un golfo mistico acceso
e pavesato di croci a uncino l'ha preso e inghiottito [...]" ) 
(da L'Amore di Giovanni Pascoli)

## Eia! Eia! Eia! Alalà!
In epoca moderna, il termine fu ripreso da Gabriele D'Annunzio per coniare il celebre incitativo "Eia! Eia! Eia! Alalà!" (o più comunemente "Eia, Eia! Alalà!"), quale grido di esultanza degli aviatori italiani che parteciparono all'incursione aerea su Pola del 9 agosto 1917, durante la prima guerra mondiale. Se "Alalà!" era l'urlo di guerra greco, "Eia!" era il grido con cui, secondo una tradizione, Alessandro Magno era solito incitare il suo cavallo Bucefalo.
In seguito, l'esclamazione fu inserita ne La canzone del Quarnaro che racconta l'avventura della Beffa di Buccari, raid dimostrativo portato a termine dagli incursori della Regia Marina l'11 febbraio 1918.
(da La canzone del Quarnaro di Gabriele D'Annunzio)
Il motto fu poi usato anche dai Granatieri di Sardegna ribelli che seguirono D'Annunzio nell'Impresa di Fiume del 1919 e divenne popolare in tutta Italia quando fu adottato dal Fascismo quale grido collettivo d'esultanza o incitamento. Nonostante la diffusione nazionale, il motto declinò rapidamente dopo la caduta del fascismo, in virtù della percezione comune del legame indissolubile con il passato regime. Oggi viene usato principalmente in ambiti legati al neofascismo.
L'esortazione coniata da D'Annunzio è stata ripresa in Eia Eia Alalà, titolo di un romanzo storico di Giampaolo Pansa.